# Dicrotendipes neomodestus
Dicrotendipes neomodestus är en tvåvingeart som först beskrevs av Malloch 1915.  Dicrotendipes neomodestus ingår i släktet Dicrotendipes och familjen fjädermyggor. Inga underarter finns listade i Catalogue of Life.